# Breathitt County
Breathitt County is een county in de Amerikaanse staat Kentucky.
De county heeft een landoppervlakte van 1.283 km² en telt 16.100 inwoners (volkstelling 2000). De hoofdplaats is Jackson.

## Bevolkingsontwikkeling

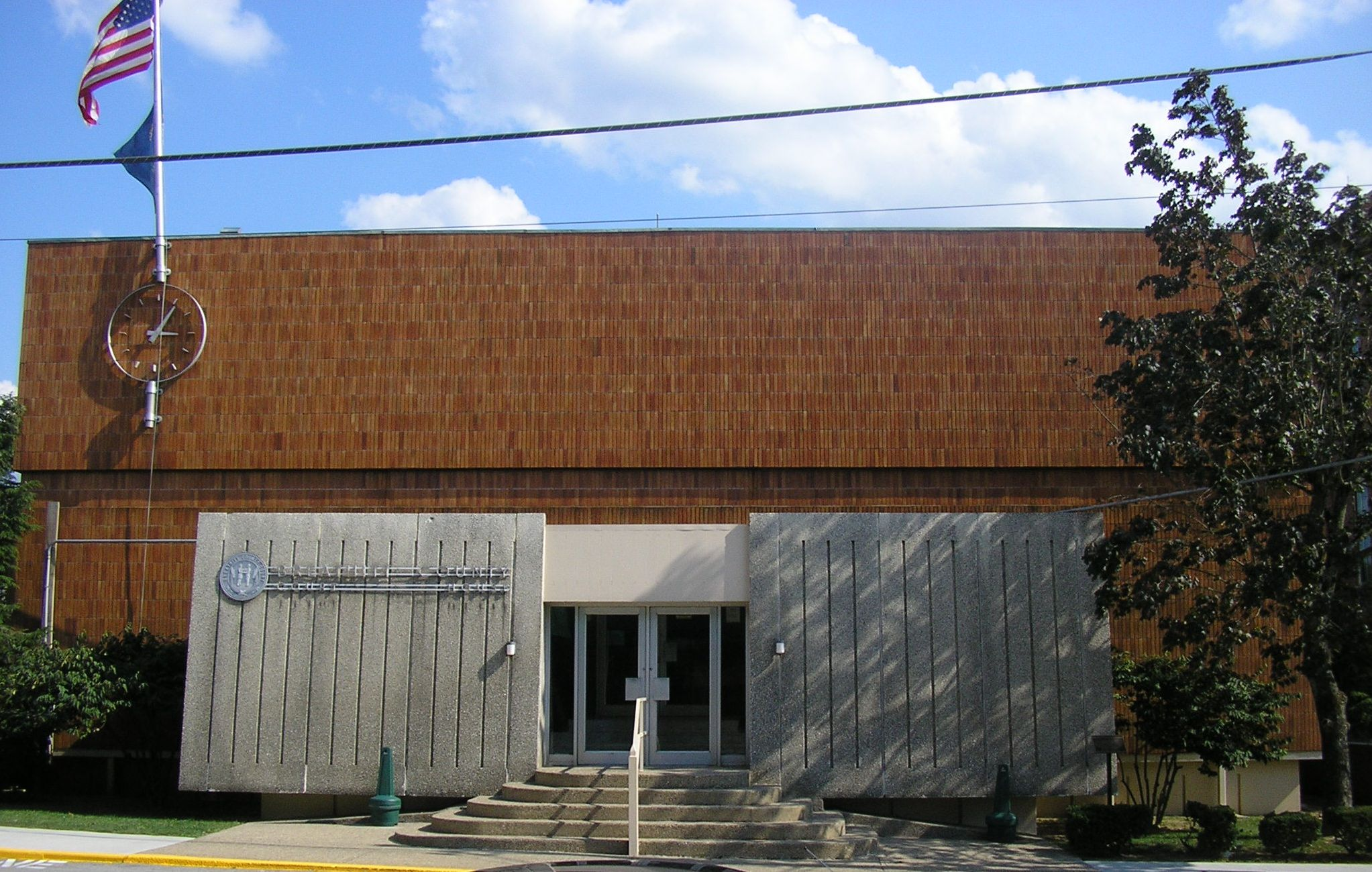
Breathitt County Courthouse